# Scafati Basket 2008-2009
Lo Scafati Basket 2008-2009, sponsorizzato Harem, ha preso parte al campionato professionistico italiano di Legadue.

## Risultati
- Legadue:
  - stagione regolare: 9º posto su 16 squadre (15-15);
  - playoff: eliminazione in semifinale da Sassari (0-3).

## Roster
| Giocatori |
| --------- |

|    | Naz.                                       | Ruolo | Sportivo           | Anno | Alt. | Peso |  |
| -- | ------------------------------------------ | ----- | ------------------ | ---- | ---- | ---- |  |
| 4  | Italia (bandiera)                          | P     | Carlo Cantone      | 1985 | 185  | 78   |  |
| 5  | Regno Unito (bandiera)                     | PG    | Mike Lenzly        | 1981 | 189  | 80   |  |
| 6  | Stati Uniti (bandiera) · Italia (bandiera) | AC    | Joel Salvi         | 1978 | 200  | 105  |  |
| 7  | Italia (bandiera)                          | P     | Leonardo Busca     | 1972 | 180  | 79   |  |
| 10 | Italia (bandiera)                          | A     | Walter Santarossa  | 1978 | 200  | 100  |  |
| 15 | Italia (bandiera)                          | GA    | Boo Davis          | 1982 | 190  | 85   |  |
| 18 | Italia (bandiera)                          | A     | Giacomo Eliantonio | 1988 | 206  | 100  |  |

| Staff tecnico                     |
| --------------------------------- |
| Allenatore: Franco Gramenzi       |
| dal 23 febbraio Maurizio Bartocci |
| Assistente: Antonio Petillo       |

| Giocatori acquisiti a stagione in corso |
| --------------------------------------- |

|    | Naz.                                   | Ruolo | Sportivo                        | Anno | Alt. | Peso |  |
| -- | -------------------------------------- | ----- | ------------------------------- | ---- | ---- | ---- |  |
| 13 | Albania (bandiera) · Italia (bandiera) | A     | Klaudio Ndoja dal 10 ottobre    | 1985 | 201  | 93   |  |
| 8  | Stati Uniti (bandiera)                 | A     | Bennett Davison dal 5 dicembre  | 1975 | 202  | 99   |  |
| 11 | Italia (bandiera)                      | C     | Andrea Iannilli dal 13 febbraio | 1984 | 207  | 109  |  |
| 16 | Stati Uniti (bandiera)                 | G     | Isaiah Swann dal 13 febbraio    | 1985 | 188  | 85   |  |

| Giocatori ceduti a stagione in corso |
| ------------------------------------ |

|    | Naz.                                           | Ruolo | Sportivo                           | Anno | Alt. | Peso |  |
| -- | ---------------------------------------------- | ----- | ---------------------------------- | ---- | ---- | ---- |  |
| 8  | Rep. Dominicana (bandiera) · Italia (bandiera) | GA    | Óscar Gugliotta fino al 2 dicembre | 1982 | 193  | 85   |  |
| 14 | Stati Uniti (bandiera)                         | C     | Dillion Sneed fino al 18 dicembre  | 1984 | 203  | 110  |  |
| 16 | Stati Uniti (bandiera)                         | G     | Isaiah Swann fino al 3 marzo       | 1985 | 188  | 85   |  |

Legaduebasket: Dettaglio statistico